# Promachus brevipennis
Promachus brevipennis är en tvåvingeart som beskrevs av Ricardo 1920. Promachus brevipennis ingår i släktet Promachus och familjen rovflugor.
Artens utbredningsområde är Uganda. Inga underarter finns listade i Catalogue of Life.